# Abraham Izaaks Deen
Abraham Izaaks Deen (Kopenhagen, 1760 - Groningen, 11 januari 1821) was een Deens rabbijn en vanaf 1811 opperrabbijn van het synagogale ressort Groningen, waarna vanaf 1813 ook dat van Friesland volgde. Deze functies bekleedde hij tot zijn dood in 1821.

## Biografie
Abraham Izaaks Deen werd in 1760 geboren in Kopenhagen, onder zijn Hebreeuws-Jiddische naam Ja’akov Abraham ben Itzik Pollak Tiktin. Hij was de zoon van een koopman en kleinzoon van rabbijn Abraham ben Joseph Tiktin uit het Poolse Tykocin. In Kopenhagen was Deen al actief als rabbijn en koopman voordat hij aan het eind van de achttiende eeuw na een grote brand naar Steinfurt verhuisde. In Burgsteinfurt werd zijn zoon Izaac van Deen geboren, die later een invloedrijk arts in Nederland werd.
In 1811 werd Deen, ondanks de afkeuring van het nieuw ingestelde Opperconsistorie, benoemd tot opperrabbijn van het synagogale ressort Groningen. Hij vestigde zich in de stad Groningen aan de Folkingestraat in de Jodenbuurt, waar hij later ook het genootschap Ets Haïm (Boom des Levens) oprichtte, gewijd aan de leer, de studie van de Bijbel en na-Bijbelse werken in oorspronkelijk Hebreeuws. De vereniging was gevestigd aan de Folkingestraat 36, waar tevens een jeugdsynagoge werd opgericht. Op 3 mei 1813 werd Deen in het Provinciehuis te Leeuwarden door prefect baron Verstolk van Soelen ook geïnstalleerd als opperrabbijn van Friesland.
In augustus 1815 wijdde hij het nieuwe Joodse onderwijsinstituut Tiphereth Bachurim (Sieraad der Jongelingen) aan de Groninger Haddingestraat in. Het was sinds de invoering van de Onderwijswet van 1806 de eerste joodse school in Nederland waar zowel seculier als godsdienstig onderwijs werd gegeven.  
Abraham Izaaks Deen overleed op 61-jarige leeftijd in Groningen. Hij werd begraven op de Joodse begraafplaats van de stad, de zogenaamde Jodenkamp. 